# Yelena Jrustaliova
Yelena Vladímirovna Jrustaliova –en ruso, Елена Владимировна Хрусталёва– (Krasnoyarsk, URSS, 28 de septiembre de 1980) es una deportista rusa que compitió en biatlón (desde el año 2006 para Kazajistán).
Participó en los Juegos Olímpicos de Vancouver 2010, obteniendo una medalla de plata en la prueba individual. Ganó tres medallas de oro bajo la bandera rusa en el Campeonato Europeo de Biatlón, en los años 2003 y 2005.

## Palmarés internacional
| Representando a Kazajistán |                        |                  |            |
| Juegos Olímpicos           |                        |                  |            |
| Año                        | Lugar                  | Medalla          | Prueba     |
| 2010                       | Vancouver (Canadá)     | Medalla de plata | Individual |
| Representando a Rusia      |                        |                  |            |
| Campeonato Europeo         |                        |                  |            |
| Año                        | Lugar                  | Medalla          | Prueba     |
| 2003                       | Forni Avoltri (Italia) | Medalla de oro   | Individual |
| 2003                       | Forni Avoltri (Italia) | Medalla de oro   | Relevos    |
| 2005                       | Novosibirsk (Rusia)    | Medalla de oro   | Relevos    |